# Shosholoza

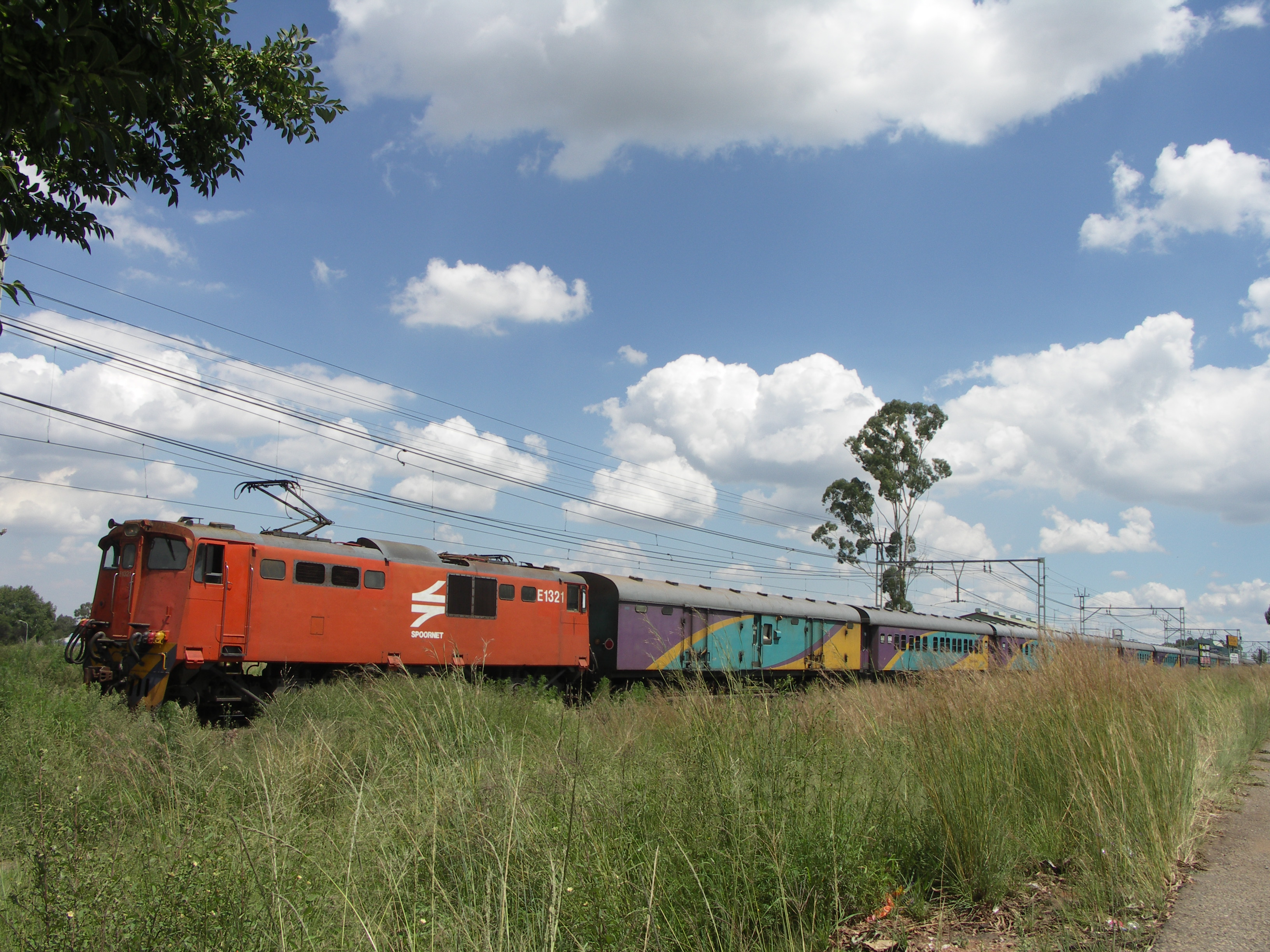
El Shosholoza Meyl, el tren de pasajeros de largo recorrido que toma su nombre de la canción tradicional.

Shosholoza es una canción tradicional popular del sur de África, originaria de Rodesia (actual Zimbabue). La canción era interpretada tradicionalmente por cuadrillas de trabajadores masculinos que se alternaban siguiendo un esquema de llamada y respuesta.
La canción ha sido grabada por multitud de artistas, entre ellos Helmut Lotti, Ladysmith Black Mambazo, el Coro de Gospel de Soweto o Peter Gabriel, además de ser una pieza habitual de la mayoría de las bandas de baile con botas de goma (Gumboot). Se hizo popular durante la Copa del Mundo de Rugby celebrada en Sudáfrica en 1995, y desde entonces es cantada con frecuencia en los acontecimientos deportivos del país. El grupo sudafricano Overtone realizó una grabación para la banda sonora original de la película de Clint Eastwood Invictus (2009), en la que la victoria de los Springboks (selección sudafricana de rugby) en el Mundial juega un papel central en el deseo del presidente Nelson Mandela de cerrar las heridas del apartheid y unir a un país por aquel entonces racialmente dividido. Vuelve a ser cantada durante la Copa Mundial de Fútbol 2010 en Sudáfrica cuando el equipo nacional sudafricano de fútbol salta a la cancha.
Shosholoza es una palabra zulú que significa "ir hacia delante" o "dejar paso al siguiente", y recuerda también la onomatopeya que produce el tren a vapor (stimela) del que habla la canción. Aunque su utilización actual en eventos deportivos pudiera sugerirlo, Shosholoza no era originariamente una canción alegre o de victoria. La cantaban los trabajadores de Rodesia de camino a las minas del Transvaal (en la actualidad suele utilizarse referida a Sudáfrica en lugar de a Rodesia).
Ha dado su nombre tanto al Team Shosholoza, el primer barco africano que compite en la Copa del América, como al Shosholoza Meyl, el tren de larga distancia de pasajeros que opera en Sudáfrica.

## La letra
La letra de la canción tiene múltiples versiones, así como su transcripción. Un ejemplo:
Shosholozah
Shosholozah
Ku lezontabah
Stimela siphum' eSouth Africa
Shosholozah
Shosholozah
Ku lezontabah
Stimela siphum' eSouth Africa
Wen' uyabalekah
Wen' uyabalekah
Ku lezontabah
Stimela siphum' eSouth Africa
Una posible traducción:
Sigue adelante
sigue adelante
sobre aquellas montañas
tren de Sudáfrica
Sigue adelante
sigue adelante
sobre aquellas montañas
tren de Sudáfrica
Te vas alejando
te vas alejando
sobre aquellas montañas
tren de Sudáfrica